# Провулок Петра Нефедова
Провулок Петра́ Нефе́дова — зниклий провулок, що існував у Ленінградському районі (нині — Святошинський) міста Києва, село Микільська Борщагівка. Пролягав від вулиці Якова Качури до вулиці Петра Нефедова.

## Історія
Виник в 1-й половині XX століття під назвою провулок Будьонного (на честь Семена Будьонного). Назву на честь Петра Нефедова провулок отримав 1974 року. Ліквідований на початку 1980-х років під час знесення старої забудови села Микільська Борщагівка та будівництва житлового масиву Південна Борщагівка.